# 曲尾マイケ
曲尾 マイケ（まがりお マイケ、1991年11月18日 - ）は、ブラジルのサンパウロ出身、日本の神奈川県高座郡寒川町育ちの元プロ野球選手（外野手）。右投右打。プロでは育成選手であった。ブラジル生まれの日系人である。

## 来歴・人物

### プロ入り前
ブラジルのサルバドール、バイーアに生まれる。5歳のとき日本に訪れ、神奈川県寒川町に居住する。小学校3年のときに一之宮ストロングスで野球をはじめる。寒川中学校時代は、寒川シニアに所属していた。3年時の秋に甲子園出場を目指して青森山田中学校に転入した。
中学時代は投手として最速138km/hを記録していたが、青森山田高では肩痛のため野手に専念した。1年秋からベンチ入りし、2年時からレギュラーをつとめ、2008年・2009年の夏の甲子園連続出場に貢献している。
高校通算17本塁打、50メートル6秒0の俊足と遠投110メートルの強肩が評価され、2009年のドラフトで東京ヤクルトスワローズから育成ドラフト1位指名を受けた。担当の八重樫幸雄スカウトにとっては、スカウト活動1年目で初めての指名選手で、「ブンブン丸2世」の期待をかけられていた。同年12月9日の入団会見では、対戦したい投手として「ダルビッシュ有」の名をあげていた。同日支度金300万円、年俸300万円で契約し入団した。

### プロ入り後
2010年、1月7日に戸田寮に入寮し、同じブラジル出身の松元ユウイチとの対面を果たした。
2012年10月3日、戦力外通告を受け、10月31日に自由契約公示された。戦力外通告の同月には、第3回WBCのブラジル代表に選出された。
2016年、軟式野球の強豪、神奈川の日立オートモティブシステムズ厚木事業所の一員として、国民体育大会全国大会優勝に貢献した。

## 詳細情報

### 年度別打撃成績
- 一軍公式戦出場なし

### 背番号
- 117 （2010年 - 2012年）